# براندون (دلاویر)
براندون (به انگلیسی: Brandon) یک منطقهٔ مسکونی در ایالات متحده آمریکا است که در دلاور واقع شده‌است. براندون ۱۳۲٫۸۹ متر بالاتر از سطح دریا واقع شده‌است.